# Cyprus Government Railway

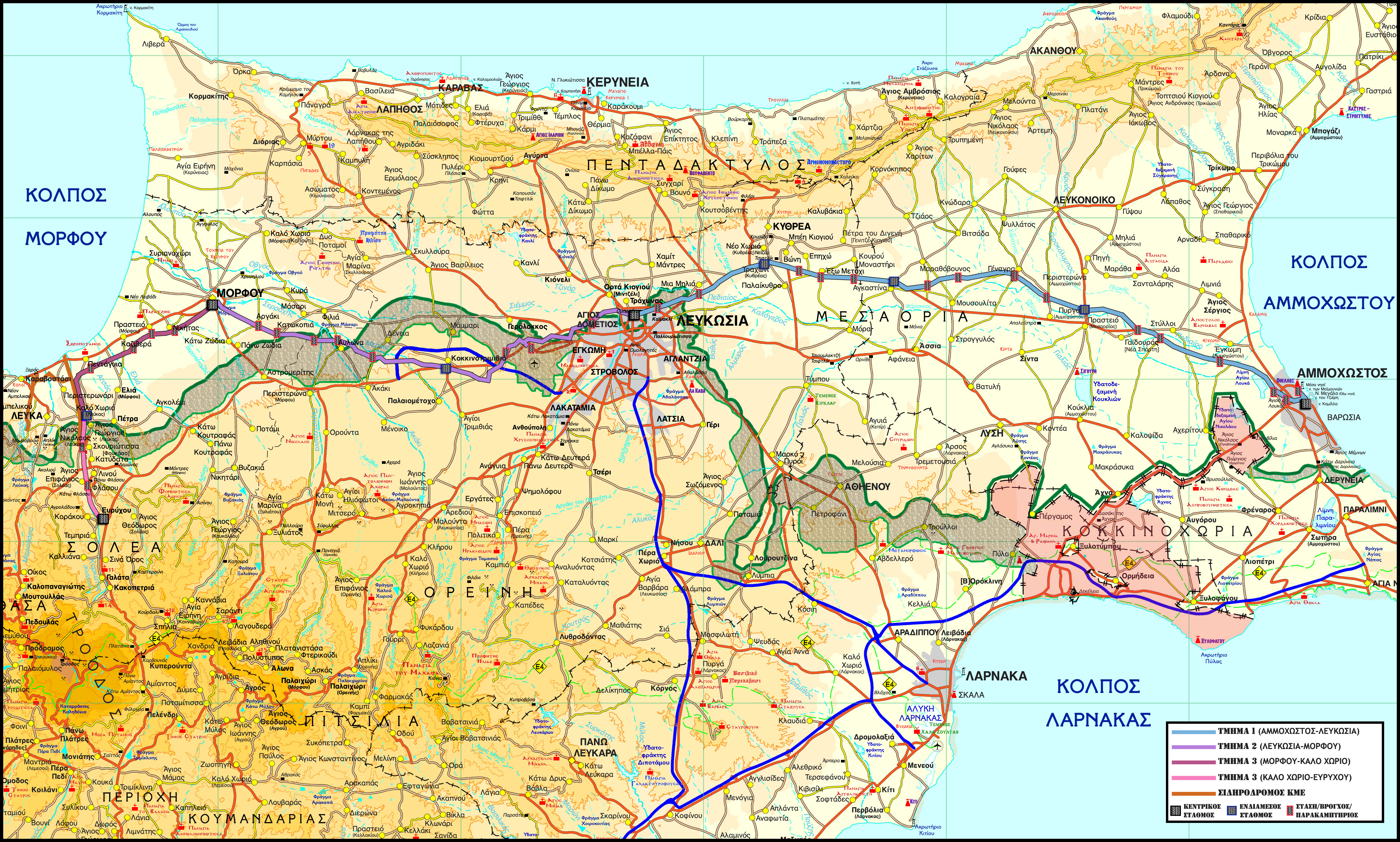
Карта маршрутов Cyprus Government Railway

Cyprus Government Railway (рус. Кипрские правительственные железные дороги) — система железных дорог, имевших ширину колеи 762 мм и действовавших на Кипре в период с октября 1905 по декабрь 1951 года. При общей протяженностью 122 км было 39 станций, платформ и полустанков, наиболее крупными из которых были вокзалы в Фамагусте, Прастио , Ангастине, Трахони, Никосии, Коккинитримитии, Морфу, Кало Хорио и Эвриху. CGR была закрыта по финансовым причинам.

## Строительство
Строительство железной дороги на Кипре было впервые предложено британским верховным комиссаром Гарнетом Вулзли в 1878 году, однако проект не был реализован в течение длительного времени из-за неопределенности британского пребывания на Кипре. В ноябре 1903 было утверждено предложение по строительству железной дороги, земляные работы начались в мае 1904. Гавань Фамагуста была соединена с Вароша (1 миля) и была проложена линия Фамагуста — Никосия — 36 км (21 октября 1905).
Второй этап строительства начался в июле 1905 года и был закончен 31 марта 1907, он состоял в строительстве линии Никосия — Морфу — 38 км.
Третий этап начался в январе 1913 года строительством вокзала в Эвриху и железнодорожной линии Морфу — Эвриху, 15 км, окончание строительства — 14 июня 1915 года.

## Закрытие
В 1951 дороги было решено закрыть из-за невыгодности. 31 декабря 1951 года последний поезд прошёл из Никосии в Фамагусту. К марту 1953 разбор путей был завершён, а большинство локомотивов продано компании Meyer Newman & Co, один из локомотивов был поставлен на вечную стоянку рядом с бывшим вокзалом Фамагусты. Здания бывших вокзалов были переданы местным властям и использованы для нужд полиции или социальных служб.

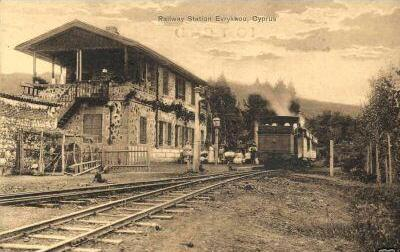
Вокзал в Эвриху
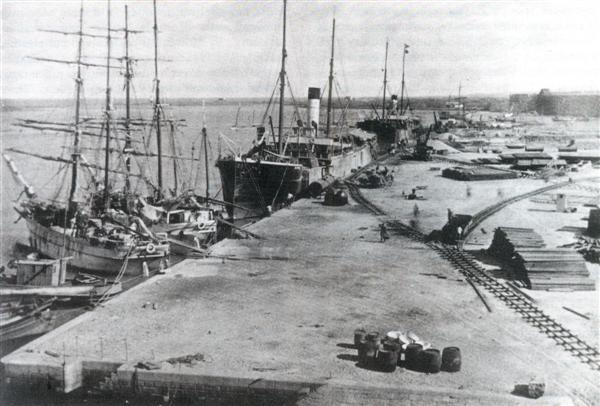
Гавань Фамагусты
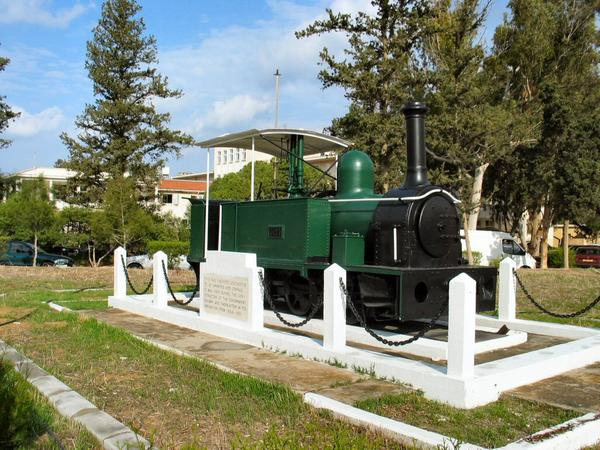
Локомотив на стоянке в Фамагусте